# Skælskør Sogn
Skælskør Sogn er et sogn i Slagelse-Skælskør Provsti (Roskilde Stift).
Skælskør Sogn lå i Skælskør Købstad, som geografisk hørte til Vester Flakkebjerg Herred i Sorø Amt. Ved kommunalreformen i 1970 blev Skælskør Købstad kernen i Skælskør Kommune, der ved strukturreformen i 2007 indgik i Slagelse Kommune. 
I Skælskør Sogn ligger Sankt Nicolai Kirke.
I sognet findes følgende autoriserede stednavne:
- Kobæk (bebyggelse)
- Kobæk Strand (bebyggelse)
- Rådmandshuse (bebyggelse)
- Skælskør (bebyggelse, ejerlav)